# Call the Shots
Singles de Girls Aloud
Sexy! No No No... Can't Speak French
Pistes de Tangled Up
Close to Love
Call the Shots est le dix-septième single du girl group anglais Girls Aloud, et le second extrait de leur quatrième album studio Tangled Up. Il est sorti dans le commerce le 26 novembre 2007 au Royaume-Uni. À l'origine sur la liste C des diffusions de Radio 1 lors de son ajout le 31 octobre 2007, une semaine plus tard il fut ajouté à la liste B le 7 novembre.

## Accueil par la critique
Le single a filtré plusieurs semaines avant sa première diffusion radio. Malgré tout, un extrait de 30 secondes fut mis en ligne en écoute sur le site des Girls Aloud, et la première diffusion officielle radiophonique fut sur la BBC Radio 1 dans l'émission The Chris Moyles Show le 16 octobre 2007. La première performance télé ne fut que le 17 novembre 2007, lors de l'émission The X Factor, et les filles ont également interprété leur single lors du ball de charité pour l'Unicef.
Cheryl Cole a déclaré au Daily Star que cette chanson était sa favorite de l'album, et qu'il même qu'il lui "donne la chair de poule". Kim Dawson, un journaliste du même quotidien, disait que ce titre est « un de leurs meilleurs ». Le Daily Star décrit la chanson comme "un classique électro aux accents d'Euro-pop" dans son analyse piste par piste de Tangled Up du 7 novembre 2007.
Ce titre est décrit comme "mid-tempo et électro", les fans le comparant au single des Sugababes Never Gonna Dance Again ou encore de leur propre titre Singapore, les deux étant des productions de Xenomania.

## Clip vidéo
Le clip a été tourné à Malibu, en Californie. On y voit les filles vêtues de robes pourpres sur la plage de Malibu de nuit, des flammes dansant autour d'elles. Les filles apparaissent également dans divers endroits d'une maison, Cheryl regardant par une fenêtre, Kimberley se maquillant, Nadine sur un canapé, Nicola au bord de la piscine et Sarah regardant son petit ami sous la douche.
Le clip a été réalisé par Sean de Sparengo, qui a également réalisé le clip de Take That pour la chanson I'd Wait for Life.
La première diffusion du clip fut dans les émissions The Box, Smash Hits! TV et The Hits le 17 octobre 2007.

## Formats et liste des pistes
| #                                              | Titre                                        | Durée      |
| ---------------------------------------------- | -------------------------------------------- | ---------- |
| CD1 : Fascination / 1749896 (UK)               |                                              |            |
| 1.                                             | "Call the Shots"                             | 3 min 43 s |
| 2.                                             | "Rehab" [Live Lounge]                        | 3 min 42 s |
| CD2 : Fascination / 1753047 (UK)               |                                              |            |
| 1.                                             | "Call the Shots"                             | 3 min 43 s |
| 2.                                             | "Call the Shots" [Xenomania Mix]             | 4 min 50 s |
| 3.                                             | "Blow Your Cover"                            | 3 min 27 s |
| 4.                                             | "Call the Shots" [Vidéo]                     | 3 min 43 s |
| Titre en téléchargement exclusif sur iTunes UK |                                              |            |
| 1.                                             | "Call the Shots" [Tony Lamezma's Sniper Mix] | 7 min 22 s |

### Face B
Le 6 novembre 2007, un extrait de 29 secondes du titre Blow Your Cover est proposé à l'écoute sur le site 7digital.com. La chanson sera commercialisée à partir du 26 novembre 2007 en face B du single Call the Shots.

## Classement des ventes
Call the Shots fut disponible au téléchargement dès le 19 novembre au Royaume-Uni, par le biais de la sortie de l'album. Le titre entre alors à la 9e place des ventes, devenant ainsi leur second single à entrer dans le top10 rien que par les téléchargements légaux. Par la même occasion, il offre aux Girls Aloud leur 17e single consécutif classé au top10. Il se classa également #2 sur la plateforme iTunes britannique la même semaine, et même #1 le 26 novembre 2007, déboulonnant Leona Lewis et son Bleeding Love. En dépit d'un bon démarrage des ventes dans les "midweeks" (#2), Call the Shots échoua à se positionner sur les premières places du podium pour finalement atteindre la 3e position des meilleures ventes pour un écart de seulement 213 exemplaires de moins que T2 en featuring avec Jodie Aysha et leur titre Heartbroken.
Le single s'est également classé dans le top10 en Pologne et en Grèce, et est entré dans le top50 en Croatie à la 17e place par les téléchargements uniquement et pour finalement atteindre la seconde place des ventes par la suite.
| Pays        | Meilleure position |
| ----------- | ------------------ |
| Croatie     | 1                  |
| Royaume-Uni | 3                  |
| Grèce       | 5                  |
| Slovénie    | 5                  |
| Pologne     | 16                 |
| Irlande     | 9                  |
| Europe      | 17                 |
| Monde       | 63                 |